# ハンス・ツァノテルリ
ハンス・ツァノテルリ（Hans Zanotelli, 1927年8月23日 - 1993年7月12日）は、ドイツ出身の指揮者。
クローネンベルク(現ヴッパータール)の生まれ。幼少期よりヴァイオリンとピアノを学び、14歳でケルン音楽院に入学した。その後、レムシャイト・ゾーリンゲン市立劇場のコレペティートル、デュッセルドルフ歌劇場のカペルマイスターやボン及びハンブルクでの指揮活動を経て、1957年にダルムシュタット市の音楽監督となった。1963年にアウクスブルクに活動の拠点を移しつつベルリン・ドイツ・オペラやバイエルン国立歌劇場等でも指揮を執るようになった。1971年から1985年までシュトゥットガルト・フィルハーモニー管弦楽団の首席指揮者となり、1984年からキール市の音楽監督も務めた。1987年に健康上の理由で音楽活動から引退。
シュトゥットガルトにて没。